# Charles Louis Alphonse Laveran
Charles Louis Alphonse (Alfons) Laveran (n. 18 iunie 1845, Paris, Franța – d. 18 mai 1922, Paris, Franța) a fost medic militar și parazitolog francez, pionier al medicinei tropicale. Este cunoscut pentru faptul de a fi descoperit acele parazite protozoare care produc malaria, pentru care i s-a decernat Premiul Nobel pentru Medicină în 1907.

## Biografie
Laveran s-a născut pe 18 iunie 1845 la Paris, ca fiu al lui Louis Théodore Laveran, medic militar și profesor la École de Val-de-Grâce. În 1863 a fost înscris la o Institutul de Medicină Generală din Strasbourg, iar în 1866 începe să studieze pe la spitalele din marele oraș alsacian. Promovează în 1867 cu teza Regenerarea nervilor.
În 1870, în timpul războiului franco-german, activează la Metz ca medic-ofițer.
În 1874 obține catedra de Patologie Militară și Epidemiologie de la École de Val-de-Grâce, unde fusese tatăl său. În perioada 1878 - 1883 a fost trimis în Algeria, unde începe studiile în domeniul malariei.
În 1884, Laveran devine profesor de Igienă Militară la École de Val-de-Grâce. În 1894 devine medic-șef (ofițer) la spitalul militar din Lille, ulterior avansează ca director în serviciul sanitar al Armatei a XI-a în Nantes.
Laveran se căsătorește în 1885 cu Sophie Marie Pidancet. Nu au avut copii.
În perioada 1896 - 1907, Laveran lucrează la Institutul Pasteur din Paris.
Laveran s-a stins din viață la 77 de ani. A fost înhumat la cimitirul parizian Montparnasse.

## Contribuții
Una din principalele sale domenii de cercetare a fost malaria.
În 1880, pe când lucra la spitalul militar din Constantine, Algeria, Laveran a descoperit ca această maladie este cauzată de un protozoar: pentru prima dată unui protozoar i se atribuie cauza unei îmbolnăviri.
În 1882 descoperă acest agent cauzator al malariei în sângele unui pacient. Rezultatele cercetărilor sale sunt prezentate unui for științific din Roma. Laveran dobândește o răsunătoare faimă internațională.
Pe când activa la Institutul Pasteur din Paris, a efectuat studii asupra unor agenți patogeni ca: hematozoare, trepanozomi și alte unicelulare din genul Plasmodium.
În 1908, Laveran fondează Societatea de Patologie Exotică, căreia timp de 12 ani i-a fost președinte..

## Distincții și aprecieri
În 1889 primește, pentru descoperirea agentului cauzator al malariei, Premiul Bréant din partea Academiei de Științe.
În 1907, "ca apreciere a cercetărilor sale în privința rolului de agent patogen jucat de protozoare (unicelulare)", i se acordă Premiul Nobel pentru Medicină. Jumătate din banii câștigați îi acordă Institutului Pasteur pentru extinderea acestuia prin fondarea Laboratorului de Medicină Tropicală.
Laveran a fost ales membru în diferite foruri științifice:
- Academia Națională de Medicină;
- 1901: Academia de Științe;
- 1916: membru străin al Royal Society.

În cinstea sa, Spitalul Militar din Marsilia îi poartă numele.

### Scrieri
- 1875: Traité des maladies et épidémies des armées;
- 1884: Traité des fièvres palustres avec la description des microbes du paludisme;
- 1904: Trypanosomes and trypanosomiasis.